# Anne Vig
 Der er for få eller ingen kildehenvisninger i denne artikel, hvilket er et problem. Du kan hjælpe ved at angive troværdige kilder til de påstande, som fremføres i artiklen.

Anne Vig (født 3. juni 1972 i Roskilde) er en dansk journalist.
Anne Vig blev optaget på filmvidenskab på Københavns Universitet i 1993. Hun blev senere optaget på Danmarks Radios talenthold som radiovært på undomsprogrammet P4 i P1, hvor hun også var vært på musikprogrammet Det Elektriske Barometer.  I 1998 flyttede hun til det tidligere TV-Byen og var en årrække vært på ungdomsprogrammet Supergeil på DR1. Hun blev senere tilknyttet DR2, blandt andet som vært på det eksperimenterende ungdomsprogram Plan B. I flere sæsoner var hun udgående reportervært på tv-programmet Sporløs på DR1. Hun var i 2002 med til at etablere P3 Nyheder under Radioavisen og var i en årrække vært samme sted. 
Siden 2006 har hun været ansat hos TV 2, først som politisk reporter på TV 2's Christiansborg-redaktion, senere som redaktionsleder samme sted. Hun har siden 2012 været studievært på TV 2 News og er fast vært på det politiske magasin Tirsdagsanalysen med de politiske kommentatorer Peter Mogensen og Michael Kristiansen.